# Maurice Meuleman
Maurice Meuleman (Mere, 18 april 1934 - Haaltert, 22 december 1998) was een Belgisch wielrenner die tussen 1958 en 1964 als beroepsrenner actief was.

## Belangrijkste overwinningen
1958
- GP d'Isbergues

1960
- 2e etappe Tour du Nord

1961
- 6e etappe Ronde van Zwitserland
- 2e etappe Dwars door Vlaanderen
- eindklassement Dwars door Vlaanderen

## Resultaten in voornaamste wedstrijden
| Jaar | Gent-Wevelgem | Ronde van Vlaanderen | Parijs-Roubaix | Waalse Pijl | Omloop Het Volk | Dwars door Vlaanderen |
| ---- | ------------- | -------------------- | -------------- | ----------- | --------------- | --------------------- |
| 1958 | 49e           |                      |                | 8e          | 12e             |                       |
| 1959 |               |                      | 30e            |             | 7e              |                       |
| 1960 |               |                      | 26e            |             |                 |                       |
| 1961 |               | 40e                  |                | 4e          | 24e             | ↑                     |
| 1962 | 30e           |                      |                |             |                 |                       |